# لکسینگتون (کارولینای جنوبی)
لکسینگتون(به انگلیسی: Lexington) شهری در ایالت کارولینای جنوبی کشور ایالات متحده آمریکا است که جمعیت آن در سرشماری سال ۲۰۱۰ میلادی، ۱۷٬۸۷۰ نفر بوده‌است.